# Nabis pseudoferus
Nabis pseudoferus is een wants uit de familie sikkelwantsen (Nabidae). De soort werd voor het eerst wetenschappelijk beschreven door Adolf Remane in 1949.
Ondersoorten zijn Nabis pseudoferus azorensis op de Azoren, Nabis pseudoferus iberius in Zuid-Europa en Noord-Afrika, Nabis pseudoferus oriëntarius in het Midden-Oosten en Nabis pseudoferus transcaspicus in Iran en Turkmenistan.

## Uiterlijk
Nabis pseudoferus is langvleugelig (macropteer) of heeft bijna volledig ontwikkelde (submacropteer) vleugels. De langvleugelige wantsen lijken zeer veel op Nabis ferus. Alleen zijn de voorvleugels van de Nabis ferus dicht behaard. Dat verschil is echter vanaf foto’s heel moeilijk te zien. De kop, schildje en halsschild hebben een donkere middenstreep. De lengte is 6,3-8,5 mm.

## Verspreiding en levenswijze
De soort leeft in Europa, Turkije en de Kaukasus. Hij wordt gevonden in grasland en kruidenrijke vegetatie. In geheel Nederland, maar alleen vrij algemeen in het zuiden en oosten.
Hij is roofzuchtig en voedt zich met allerlei insecten zoals bladluizen, wantsen en kevers. De volwassen wantsen overwinteren. Eén generatie per jaar. De eieren worden in grashalmen afgezet. Vanaf augustus verschijnt er een nieuwe generatie volwassenen.